# Route provinciale 6000
 (novembre 2017).
Si vous disposez d'ouvrages ou d'articles de référence ou si vous connaissez des sites web de qualité traitant du thème abordé ici, merci de compléter l'article en donnant les références utiles à sa vérifiabilité et en les liant à la section « Notes et références ».
La route provinciale 6000 est une route marocaine longue de 17 km, reliant la ville d'Ahfir à celle de Saïdia. C'est l'une des routes les plus fréquentées au Maroc.
En 2008, la route a été transformée en une voie rapide 2x2 pour qu'elle puisse faire face à la croissance du trafic sur cet axe, notamment à la suite de l'inauguration de la station balnéaire Mediterrania-Saïdia.

## Sorties
- :Ahfir
- :Lamris
- :Laâtamna, Berkane
- :Berkane-Sidi Moussa, Cafémaure
- :Saïdia-Centre
- :Complexe Immobilier les Jardins de la Moulouya
- :Mediterrania Saïdia